# Clerks III
Clerks III és una pel·lícula de comèdia estatunidenca del 2022 escrita, produïda i dirigida per Kevin Smith i protagonitzada per Brian O'Halloran, Jeff Anderson, Trevor Fehrman, Austin Zajur, Jason Mewes, Rosario Dawson i el propi Smith. És una seqüela independent de Clerks (1994) i Clerks II (2006).

## Argument
Quinze anys després que Dante i Randal compressin una botiga a l'abast, la vida continua com sempre: amb partits d'hoquei al terrat i fent passar l'estona en companyia de Jay i Bob el Silenciós.

## Producció
Kevin Smith havia expressat el seu interès en produir Clerks III com a obra de teatre de Broadway després de veure la comèdia Seminar de Theresa Rebeck, protagonitzada per Alan Rickman amb qui Smith havia treballat anteriorment a Dogma.
Smith va treballar en el guió de Clerks III el 2013, afirmant quan el va completar que era «L'imperi contraataca» de la trilogia.
El plans per començar a rodar Clerks III el maig del 2015 es van suspendre per a filmar una altra seqüela, Mallrats 2. Tanmateix, el juny de 2016 els plans per a una seqüela de Mallrats es van acabar convertint en una sèrie de televisió sobre Mallrats.
El 2018, Smith va patir un atac de cor gairebé fatal abans d'un dels seus espectacles de comèdia. Aquesta experiència el va inspirar a reescriure el guió de Clerks III des de zero, eliminant la història original prevista. Smith va reflexionar més tard que el guió original s'allunyava massa dels Clerks originals, assenyalant que l'havia escrit «algú que no sabia res de la mort» i que s'alegrava que no s'hagués fet mai.
El 3 d'agost de 2019, Smith va fer una lectura en directe del primer guió de Clerks III al First Avenue Playhouse d'Atlantic Highlands. Aquell mateix mes, Smith va revelar a la Convenció Internacional de Còmics de San Diego que estava escrivint un nou guió per a Clerks III i es va comprometre a fer la pel·lícula.
El rodatge va començar el 2 d'agost de 2021 a Red Bank, Nova Jersey, i es va acabar el 31 d'agost de 2021. La pel·lícula està dedicada a Lisa Spoonauer, qui va interpretar a Caitlin Bree a Clerks. Spoonauer va morir el 2017.